# Dargolewo
Dargolewo (dodatkowa nazwa w j. kaszub. Dargòlewò) – część wsi Strzepcz w Polsce, położona w województwie pomorskim, w powiecie wejherowskim, w gminie Linia. 
W latach 1975–1998 Dargolewo administracyjnie należało do województwa gdańskiego.
Dargolewo leży na północnym skraju kompleksu Lasów Mirachowskich. Na południe od Dargolewa znajduje się Jezioro Strzepcz.
Wieś jest częścią składową sołectwa Strzepcz.
Z Dargolewa pochodziła kaszubska rodzina szlachecka Dargolewskich.
Przez Dargolewo kursują autobusy PKS Gdynia. Zapewniają dojazd do szkoły w Strzepczu.

## Historia
Pierwsza wzmianka pochodzi z 1348, gdzie nazwa osady jest zapisana jako Dargalewo. Nazwa wsi pochodzi od imienia Dargol.
Po zajęciu Kaszub przez Prusaków w roku 1772 właścicielem Dargolewa był członek urzędu ziemskiego Xaver von Lewiński. Dargolewo było wówczas szlacheckim przysiółkiem i miało jedynie 6 domów. Od 1828 roku właścicielem stał się podpułkownik Leo von Zelewski.
W 1871 roku utworzono obszar dworski Waldeck łącząc Dargolewo, Borek i Szopę. Mieszkańcami obszaru dworskiego była głównie szlachta zaściankowa.